# Yusri Shaari
Muhammad Yusri Shaari, né le 27 avril 1999, est un coureur cycliste malaisien. Il participe à des compétitions sur route et sur piste. 

## Palmarès sur route

### Par année
- 2021
  -  Champion de Malaisie du contre-la-montre espoirs
  - 2e du championnat de Malaisie sur route espoirs
- 2023
  - 1re étape du Jelajah Negeri Sembilan

### Classements mondiaux
| Année                                 | 2020 |
| ------------------------------------- | ---- |
| UCI Asia Tour                         | 134e |
|                                       |      |
| Légende : nc = non classéSource : UCI |      |

## Palmarès sur piste

### Championnats nationaux
- 2018
  - 3e du championnat de Malaisie de poursuite
- 2019
  -  Champion de Malaisie de poursuite par équipes (avec Muhd Hakimi Nor, Ariff Danial Roseidi et Anuar Ibrahim Pawi)
- 2022
  -  Champion de Malaisie de poursuite par équipes (avec Muhd Hakimi Nor, Ariff Danial Roseidi et Mior Hazwan Hamzah)
  - 3e du championnat de Malaisie de l'omnium
- 2023
  -  Champion de Malaisie de l'omnium
  - 3e du championnat de Malaisie de l'américaine
- 2024[1]
  -  Champion de Malaisie du scratch
  -  Champion de Malaisie de course aux points
- 2025[2]
  -  Champion de Malaisie de poursuite par équipes
  - 2e du championnat de Malaisie de course aux points
  - 2e du championnat de Malaisie de l'américaine
  - 2e du championnat de Malaisie de l'élimination
  - 3e du championnat de Malaisie du scratch